# Mario Azzopardi
Pour les articles homonymes, voir Azzopardi.
Mario Azzopardi est un réalisateur, acteur, scénariste et producteur né en 1950 à Malte.

## Filmographie

### Comme réalisateur
- 1979 : Le Vagabond (The Littlest Hobo) (série télévisée)
- 1981 : Deadline
- 1985 : Brigade de nuit ("Night Heat") (série télévisée)
- 1987 : Nowhere to Hide (en)
- 1987 : Un flic dans la mafia ("Wiseguy") (série télévisée)
- 1988 : Dans la chaleur de la nuit ("In the Heat of the Night") (série télévisée)
- 1989 : Divided Loyalties
- 1989 : Booker ("Booker") (série télévisée)
- 1990 : Top Cops (série télévisée)
- 1990 : Flash ("The Flash") (série télévisée)
- 1990 : E.N.G. (série télévisée)
- 1991 : Un privé sous les tropiques ("Sweating Bullets") (série télévisée)
- 1991 : Force de frappe ("Counterstrike") (série télévisée)
- 1992 : Human Target (série télévisée)
- 1992 : Highlander ("Highlander") (série télévisée)
- 1993 : Kung Fu, la légende continue ("Kung Fu: The Legend Continues") (série télévisée)
- 1994 : Viper (série télévisée)
- 1994 : RoboCop ("Robocop") (série télévisée)
- 1994 : M.A.N.T.I.S. (série télévisée)
- 1995 : Témoin aveugle (Die Einzige Zeugin) (TV)
- 1996 : Two ("Two") (série télévisée)
- 1996 : FX, effets spéciaux ("F/X: The Series") (série télévisée)
- 1997 : Stargate SG-1 (saison 1, épisode 1 et 2 : Enfants des dieux) (TV)
- 1998 : Bone Daddy
- 1999 : Total Recall 2070 (TV)
- 1999 : Crashs en série (Free Fall)
- 1999 : Chasseurs de frissons (The Time Shifters) (TV)
- 2000 : Catastrophe à la Nouvelle-Orléans (On Hostile Ground) (TV)
- 2001 : Recherche jeune femme aimant danser (Loves Music, Loves to Dance) (TV)
- 2001 : La Dance du couteau (Stiletto Dance) (TV)
- 2002 : The Stork Derby (TV)
- 2002 : Jeremiah ("Jeremiah") (série télévisée)
- 2002 : Moïse : L'Affaire Roch Thériault (Savage Messiah)
- 2006 : Mémoire du passé (Still Small Voices) (TV)
- 2010 : Witchslayer (TV)

### Comme acteur
- 1995 : Témoin aveugle (Die Einzige Zeugin) (TV)

### Comme scénariste
- 1981 : Deadline

### Comme producteur
- 2002 : The Stork Derby (TV)